# Aïn Taya
Aïn Taya är en ort i Algeriet.   Den ligger i provinsen Alger, i den norra delen av landet, 22 km öster om huvudstaden Alger. Aïn Taya ligger 26 meter över havet och antalet invånare är 21 815.
Terrängen runt Aïn Taya är platt. Havet är nära Aïn Taya norrut. Runt Aïn Taya är det tätbefolkat, med 331 invånare per kvadratkilometer. Närmaste större samhälle är Boumerdès, 17,2 km öster om Aïn Taya. Trakten runt Aïn Taya består till största delen av jordbruksmark.